# Seleção Dinamarquesa de Rugby Union
A Seleção Dinamarquesa de Rugby Union é a equipe que representa a Dinamarca em competições internacionais de Rugby Union. 

## Ligações Externas
- http://rugbydata.com/denmark